# Romanów (powiat krasnostawski)
Romanów – wieś w Polsce położona w województwie lubelskim, w powiecie krasnostawskim, w gminie Izbica.
W latach 1975–1998 miejscowość należała administracyjnie do województwa zamojskiego.
Po obu stronach doliny Wieprza i w miejscowościach nieco oddalonych od niej spotyka się ślady pobytu człowieka od neolitu. Na początku ery nowożytnej te okolice utrzymywały ożywione kontakty handlowe z południem Europy. W Romanowie znaleziono denary rzymskie, urnę, ostrogę żelazną z lat 100 / 102 – 194 – 195 n.e. Denary noszą wizerunek kolejnych władców lub członków rodziny cesarskiej. Szczególnie ciekawe są monety z wywierconym otworem, które mogły być używane jako ozdoby. Monety takie w skarbach odkrywanych na terenie Polski występują bardzo rzadko. W skarbie z Romanowa znalazły się dwie takie monety, denar Trajana oraz denar pośmiertny Marka Aureliusza. Znaleziska archeologiczne można oglądać w Muzeum Regionalnym w Krasnymstawie.
Wieś stanowi sołectwo gminy Izbica. Według Narodowego Spisu Powszechnego (III 2011 r.) wieś liczyła 182 mieszkańców.
Wierni Kościoła rzymskokatolickiego należą do parafii św. Zofii w Tarnogórze.